# Plainride
Plainride est un groupe allemand de rock, originaire de Cologne.

## Histoire
Le groupe Plainride est formé au printemps 2013 à Cologne par le chanteur et guitariste Max Rebel. Le groupe initial est composé de Rebel, Fabian Klein (guitare), Andreas Wandscheer (batterie) et Leonard Beringer (basse). Les premiers concerts dans la région de Cologne ainsi que la publication d'un EP démo sur Bandcamp et SoundCloud suivent, à l'été 2014, par la production du premier album Return of the Jackalope, qui est enregistré en grande partie en live dans les studios Vintage Records à Poznan, sous la direction du producteur Szymon Swoboda et du coproducteur Saimon Galus.
Peu après la sortie de Return of the Jackalope sur le netlabel Beerfuzz Records, spécialement créé par Plainride en 2015, Plainride est signé en 2016 par le label discographique indépendant californien Ripple Music - entre-temps avec Florian Schlenker à la batterie. En 2017, Ripple Music réédite l'album avec un nouvel artwork et, pour la première fois, en vinyle.
À la suite de leur prestation au Wacken Open Air 2018, Ripple Music sort le deuxième album du groupe, Life on Ares, enregistré en 2017 dans le studio du producteur de musique de Cologne Marius Ley (ancien membre du groupe Dat Adam) et mixé et masterisé par le producteur américain Alberto De Icaza.
Au début de leur tournée européenne avec le groupe américain de heavy metal War Cloud à l'automne 2019, le guitariste Fabian Klein quitte le groupe pour des raisons professionnelles et est remplacé par le guitariste et producteur Bob Vogston. Peu après le début de la pandémie de Covid-19 en 2020, le bassiste Leonard Beringer quitte le groupe. En 2021 et 2022, Plainride donne des concerts avec des bassistes différents (notamment Korbinian Benedict d'Ad Infinitum), avant que le groupe ne passe à une formation en trio à l'automne 2022, dans laquelle la basse est simulée en direct par un amplificateur à profil Kemper et Bob Vogston et Max Rebel alternent dans leur rôle de guitariste / bassiste.
En avril 2023, Plainride sort son troisième album studio, Plainride, sur Ripple Music. Peu de temps après, en mai 2023, Plainride accompagne le groupe américain de heavy metal Corrosion of Conformity en première partie de leur tournée européenne de 20 jours. Dans la foulée, la prestation du groupe à Cologne au Luxor est enregistrée par la chaîne de télévision WDR pour le format télévisé Rockpalast.
Depuis 2022, Plainride est officiellement soutenu par le fabricant d'amplificateurs britannique Orange.

## Style musical
Plainride est connu pour son mélange éclectique de genres, qui est enraciné dans le hard rock, mais qui intègre régulièrement des emprunts à différents styles comme le blues rock, le stoner rock, le funk, le rock progressif ou le rap. Le groupe lui-même qualifie son style musical de heavy rock. La presse musicale a déjà fait plusieurs fois la comparaison avec le groupe américain de rock Clutch, qui cite publiquement Plainride comme source d'inspiration. Plainride est également comparé à Soundgarden, ZZ Top, Monster Magnet, Wolfmother et King Gizzard and the Lizard Wizard,.

## Discographie
- 2015 / 2017 : Return of the Jackalope (Beerfuzz Records / Ripple Music)
- 2018 : Life on Ares (Ripple Music)
- 2023 : Plainride (Ripple Music)